# 132-я отдельная гвардейская мотострелковая бригада
132-я отдельная гвардейская мотострелковая Горловская ордена Республики бригада (132 омсбр, в/ч 52892) — тактическое соединение Сухопутных войск Российской Федерации, ранее Народной милиции самопровозглашённой Донецкой Народной Республики.

## История
Соединение основано 14 октября 2014 года на базе подразделений И. Г. Безлера.
В феврале 2015 года, за боевые операции в посёлках Озеряновка, Михайловка, городах Дебальцево и Углегорск, соединение было удостоено почётного наименования — «Горловская».
11 ноября 2015 года приказом министра обороны ДНР войсковой части № 08803 за боевые заслуги было присвоено почетное звание «гвардейская».
Прежде была известна под названием 3-я отдельная гвардейская мотострелковая ордена Республики бригада. В конце января 2023 года вошла в состав Вооружённых сил Российской Федерации, получив наименование 132-я отдельная гвардейская мотострелковая бригада.

### Вторжение России на Украину
9 августа 2022 года глава Донецкой Народной Республики Денис Пушилин присвоил бригаде орден Республики за массовый героизм и отвагу. Двоим военнослужащим присвоено звание Героев Донецкой Народной Республики посмертно.
На 4 января 2024 года 132-я отдельная мотострелковая бригада действовала в направлении Новобахмутовки Покровского района.
На 14 января 2024 года подразделения 132-й омсбр находились в районе Новокалиново, северо-западнее Авдеевки.